# BED-3/Абу-Сеннан – Амірія
BED-3/Абу-Сеннан – Амірія – система газопроводів, яка сполучає райони видобутку в басейні Абу-Ель-Гарадік із середземноморським узбережжям Єгипту.
У 1980-х роках в басейні Абу-Ель-Гарадік відкрили кілька родовищ зі значними запасами блакитного палива – газонафтове BED-3, газове BED-2 (обидва відносились до концесійної ділянки, оператором якої виступив міжнародний енергетичний гігант Shell), нафтогазоконденсатні GPT та GPY (відкриті General Petroleum Company – дочірньою структурою місцевої державної Egyptian General Petroleum Corporation). Для видачі їх продукції вирішили створити газопровідну систему, кінцевим пунктом якої став новий газопереробний завод Амірія, розташований у промисловій зоні на південно-східній околиці Александрії.
Спільна для всіх названих родовищ ділянка системи виконана в діаметрі 600 мм та має довжину 160 км (за іншими даними – 181 км). Її кінцевим пунктом є ГПЗ Амірія, а початковим – місце сходження газопроводів від родовищ BED-3 (саме тут спорудили установку підготовки, яка також працює з продукцією BED-2) та заводу вилучення конденсату Абу-Сеннан. При цьому від BED-3 прокладено дві нитки діаметрами 500 мм та 400 мм загальною довжиною 130 км, тоді як від Абу-Сеннан прямує одна нитка діаметром 350 мм та довжиною 45 км. Загальна максимальна пропускна здатність двох ниток від BED-3 сягає 9,3 млн м3 на добу, тоді як максимальна пропускна здатність ділянки до ГПЗ Амірія становить 9,9 млн м3 на добу.
Перший газ з родовища BED-3 надійшов до ГПЗ Амірія восени 1990 року. З плином часу на установку BED-3 подали для підготовки продукцію менших родовищ, як то з відкритого на початку 2000-х років родовища JG, а також введених в розробку у 2014 році газових покладів родовищ Карам та Ал-Ассіл.). Також на установку BED-3 надходить газ цілого ряду малих родовищ – BED-15, BED-16, BED-17, BED-18, групи родовищ Сітра (Сітра-3, Сітра-8 та ряд дрібних), групи родовищ Дабаа-Південь. 